# 齊洪貝
25°18′S 45°29′E / 25.300°S 45.483°E

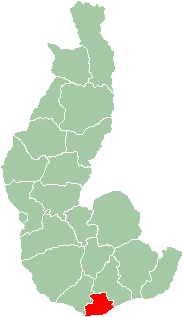

齊洪貝，是馬達加斯加的城鎮，位於該國南部，由安德羅伊區負責管轄，是齊洪貝區的首府，海拔高度150米，居民主要信奉基督教，2005年人口29,027。